# ФК Сегедин Халадаш

ФК Сегедин Халадаш (мађ. Szegedi Egyetemi Atlétikai Club), је био мађарски фудбалски клуб. Седиште клуба је било у Сегедину, Мађарска. Боје клуба су у време основања била плава и бела. Клуб се се у сезони 1954. појавио први пут у елитном такмичењу Мађарске. Сезону јен завршио на тринаестом месту и наставио је да се такмичи у другој Мађарској лиги.

## Историјат клуба
ФК Сегедин Халадаш је основан 1921. године као секција Ууниверзитетскиг атлетског клуба Сегедин (Kitartás Egyetemi Atlétikai Klub). У мађарској лиги је 1954. године преузњео место ФК Сегедин Хонвед, али је већ тада на крају сезоне испао из лиге. После две сезоне се опет успео вратити у елиту, овај пут под именон ФК Сегедин ЕАЦ. У 1976. години клуб се спојио са другим Сегединским клубом ФК Сегедин АК, под чијим именом су и наставили такмичења Атлетски клуб универзитета и нафтне индусртрије Сегедин (Szegedi Egyetemi és Olajipari Atlétikai Klub).
Клуб је играо укупно 23. сезоне у елитној мађарској лиги пре него што је угашен 1999. године. Клуб наследник ФК Сегедин ЛЦ који је основан пласирао се у прву лигу, сезона 1999/00 где је завршио као осамнаести. Испадањем из лиге тај клуб се и расформирао.

### Достигнућа
Клуб је укупно играо 23. пута у елити. Први пут 1954. године.
- Мађарска прве лига (1954–1991)

| сезона   | позиција  | сезона            | позиција  | сезона        | позиција  | сезона          | позиција  | сезона   | позиција  |
| -------- | --------- | ----------------- | --------- | ------------- | --------- | --------------- | --------- | -------- | --------- |
| 1954     | 13. место | 1956 (незванично) | 12. место | 1957(пролеће) | 10. место | 1957/58.        | 14. место | 1959/60. | 8. место  |
| 1960/61. | 6. место  | 1961/62.          | 9. место  | 1962/63.      | 11.место  | 1963.(јесен)    | 12. место | 1964.    | 10. место |
| 1965.    | 14. место | 1967.             | 9. место  | 1968.         | 16. место | 1970. (пролеће) | 8. место  | 1970/71. | 16. место |
| 1972/73. | 14. место | 1973/74.          | 15. место | 1975/76.      | 16. место | 1976/77.        | 12. место | 1977/78. | 18. место |
| 1981/82. | 17. место | 1983/84.          | 9. место  | 1984/85.      | 16. место | 1990/91.        | 13. место |          |           |

## Историјат имена клуба
- 1921 – 1940 : КЕАЦ − Szegedi Kitartás Egyetemi Athlétikai Club (KEAC)
- 1940 – 1948 : СЕАЦ − Szegedi Egyetemi Athlétikai Club (SZEAC)
- 1949 – 1956 : Халасдаш Сегедин − Szegedi Haladás
- 1956 – 1969 : СЕАЦ − Szegedi Egyetemi Athlétikai Club (SZEAC)
- 1969 – 1976 : СЕОЛ −  Szegedi Egyetemi és Olajipari Sport Club (SZEOL)
- 1977 – 1985 : СЕОЛ АК −  Szegedi Egyetemi és Olajipari Atlétikai Klub (SZEOL AK)
- 1985 – 1987 : СЕОЛ Делеп АК −  Szegedi Egyetemi és Olajipari – Délép Sportegyesület (SZEOL-Délép SE)
- 1987 – 1993 : СК Сегедин − Szeged Sport Club
- 1993 : ТЕ Сегедин − Szeged Torna Egylet
- 1993 – 1995 : ФК Сегедин − Szeged Footbal Club
- 1995 – 1999 : СЕАК − Szegedi Egyetemi Athlétikai Club (SZEAC)